# كاريل فيليبس
كاريل فيليبس (بالإنجليزية: Caryl Phillips)‏ (13 مارس 1958، سانت كيتس في سانت كيتس ونيفيس)؛ كاتب مسرحي، كاتب وروائي بريطاني.

## الجوائز
- زمالة غوغنهايم

## روابط خارجية
- كاريل فيليبس على موقع IMDb (الإنجليزية)
- كاريل فيليبس على موقع ألو سيني (الفرنسية)
- كاريل فيليبس على موقع أول موفي (الإنجليزية)
- كاريل فيليبس على موقع إن إن دي بي (الإنجليزية)
- كاريل فيليبس على موقع قاعدة بيانات الفيلم (الإنجليزية)
- كاريل فيليبس على موقع كينوبويسك (الروسية)